# Oxira subcarnea
Oxira subcarnea är en fjärilsart som beskrevs av W. Warren 1912. Oxira subcarnea ingår i släktet Oxira och familjen nattflyn. Inga underarter finns listade i Catalogue of Life.